# 川島町宮島
川島町宮島（かわしまちょうみやのしま）は、徳島県吉野川市の大字。郵便番号は〒779-3304。

## 地理
吉野川市の北部に位置。北から東は阿波市、東は川島町川島、西から南は川島町桑村に接する。
地内は吉野川によって南北に分断され、北岸の善入寺地区は、吉野川の遊水地で人家はなく、砂壌土の耕地は近年になって水田化し、裏作にダイコン・ハクサイなどの栽培が盛んで、阪神方面に出荷される。

### 島嶼
- 善入寺島 - 吉野川の川の中の無人島。

### 河川
- 吉野川
- 桑村川

### 小字
- 西中須
- 東中須
- 南中須

## 歴史
- 2004年（平成16年）10月1日 - 麻植郡川島町が鴨島町・山川町・美郷村と合併して吉野川市となり、現在の町名となる。

## 施設
- 徳島県吉野川合同庁舎
- 阿波銀行川島支店

## 交通

### 道路
国道
- 国道192号

都道府県道
- 香川県道・徳島県道2号津田川島線